# الصندوق الملكي لشهداء الواجب
الصندوق الملكي لشهداء الواجب هو صندوق يقوم بتقديم العون والمساندة للمستحقين عن الشهيد من خلال صرف بعض التعويضات والاستحقاقات إضافة إلى ما تقوم الجهات المختصة بصرفه من مزايا ودون المساس باستمرارية صرف تلك المزايا، ويتم تحديد المبالغ المصروفة للمستحقين عن الشهيد بقرار من الهيئة العليا للصندوق.

## لمحة تاريخية
تم تأسيس الصندوق الملكي لشهداء الواجب بموجب المرسوم الملكي رقم (16) لسنة 2016 الصادر في 6 أبريل 2016، ويتم إدارة الصندوق الملكي من قبل الهيئة العليا للصندوق التي يترأسها صاحب السمو الملكي الأمير سلمان بن حمد آل خليفة ولي العهد رئيس مجلس الوزراء.

## وصلات خارجية
- الموقع الرسمي للصندوق الملكي لشهداء الواجب